# Caprella punctata
Caprella punctata är en kräftdjursart. Caprella punctata ingår i släktet Caprella och familjen Caprellidae. Inga underarter finns listade i Catalogue of Life.